# Faun (band)
 For alternative betydninger, se Faun (flertydig). (Se også artikler, som begynder med Faun)
Faun er en tysk folkemusikgruppe, der blev dannet i 1998. Deres musikstil baserer sig på "gamle" instrumenter, og sang er altid en vigtig del af deres kompositioner. Teksterne bliver sunget på flere forskellige sprog heriblandt tysk, latin, græsk og skandinaviske sprog. Deres instrumenter inkluderer keltisk harpe, nøgleharpe, drejelire, sækkepibe, cister og mange andre. I 2017 spillede gruppen for første gang i Tjekkiet på MeetFactory.

## Medlemmer
- Oliver Sa Tyr – vokal, bouzouki, nøgleharpe, keltisk harpe, jødeharpe
- Fiona Rüggeberg – vokal, fløjter, sækkepibe, seljefløjte
- Rüdiger Maul – tar, riq, davul, panriqello, darabukka, timbau, gaxixi og andre percussioninstrumenter
- Niel Mitra – Sequencer, sampler, synthesizer, FL Studio, Buzz, Logic Audio, tascam us 224, boss dr 202, Korg Alpha
- Stephan Groth – vokal, drejelire, fløjter, cister (2012–present)
- Laura Fella - vokal, rammetromme, mandola

### Tidligere medlemmer
- Elisabeth Pawelke (2001–2008) – vokal, drejelire
- Birgit Muggenthaler (1998–2000, medlem af det tyske band Schandmaul) – tin whistle|whistle, sækkepibe, shawm, vokal
- Sandra Elflein (2008–2010) – vokal, violin, drejelire
- Rairda (2010-2012) – vokal, harpe, fløjter, percussion, drejelire
- Sonja Drakulich – vokal, dulcimer, percussion (2012–2013)
- Katja Moslehner – vokal, percussion (2013–2017)

## Diskografi
| År   | Titel             | Højeste hitlisteplacering | Højeste hitlisteplacering | Højeste hitlisteplacering | Højeste hitlisteplacering |
| År   | Titel             | GER                       | AUT                       | NED                       | SWI                       |
| ---- | ----------------- | ------------------------- | ------------------------- | ------------------------- | ------------------------- |
| 2002 | Zaubersprüche     | —                         | —                         | —                         | —                         |
| 2003 | Licht             | —                         | —                         | —                         | —                         |
| 2005 | Renaissance       | —                         | —                         | —                         | —                         |
| 2007 | Totem             | 78                        | —                         | —                         | —                         |
| 2009 | Buch der Balladen | —                         | —                         | —                         | —                         |
| 2011 | Eden              | —                         | —                         | —                         | —                         |
| 2013 | Von den Elben     | 7                         | 9                         | —                         | 5                         |
| 2014 | Luna              | 4                         | 20                        | 90                        | 12                        |
| 2016 | Midgard           | 3                         | 14                        |                           | 9                         |
| 2018 | XV – Best Of      | 12                        | —                         | —                         | 45                        |
| 2019 | Märchen & Mythen  | 6                         | 59                        | —                         | 27                        |

— Angiver at albummet ikke nåede hitlisterne.

### Live albums
- FAUN & The Pagan Folk Festival – Live feat. Sieben & In Gowan Ring (2008)

### DVD
- Lichtbilder (DVD, 2004)
- Ornament (DVD, 2008)